# Eurydesmus angulatus
Eurydesmus angulatus är en mångfotingart som beskrevs av Henri Saussure 1860. Eurydesmus angulatus ingår i släktet Eurydesmus och familjen Chelodesmidae. Inga underarter finns listade i Catalogue of Life.